# Lista de representantes da Palestina ao Oscar de melhor filme internacional
Lista de filmes palestinos concorrentes à indicação ao Oscar de melhor filme internacional. A Palestina inscreve filmes nessa categoria de premiação desde 2003. O prêmio é concedido anualmente pela Academia de Artes e Ciências Cinematográficas.
A candidatura palestina é definida pelo Ministério da Cultura Palestino.

## Filmes inscritos
| Ano (Cerimônia)      | Título em português     | Título em inglês    | Título original                                   | Idiomas | Direção                    | Resultado    |
| -------------------- | ----------------------- | ------------------- | ------------------------------------------------- | ------- | -------------------------- | ------------ |
| 2003 (76ª cerimônia) | Intervenção Divina      | Divine Intervention | يد إلهية (Yadon ilaheyya)                         | Árabe   | Elia Suleiman              | Não indicado |
| 2004 (77ª cerimônia) | A Colheita das Olivas   | The Olive Harvest   | موسم الزيتون (Mawsim al-zaytoun)                  | Árabe   | Hanna Elias                | Não indicado |
| 2005 (78ª cerimônia) | Paradise Now            | Paradise Now        | الجنّة الآن (Al-Dschanna al-ān)                    | Árabe   | Hany Abu-Assad             | Indicado     |
| 2008 (81ª cerimônia) | O Sal desse Mar         | Salt of this Sea    | ملح هذا البحر (Milh Hadha al-Bahr)                | Árabe   | Annemarie Jacir            | Não indicado |
| 2012 (85ª cerimônia) | Quando Vi Você          | When I Saw You      | لما شفتك (Lamma shoftak)                          | Árabe   | Annemarie Jacir            | Não indicado |
| 2013 (86ª cerimônia) | Omar                    | Omar                | عمر (Omar)                                        | Árabe   | Hany Abu-Assad             | Indicado     |
| 2014 (87ª cerimônia) | Olhos de ladrão         | Eyes of a Thief     | عيون الحرامية (Uyun al-Haramiya)                  | Árabe   | Najwa Najjar               | Não indicado |
| 2015 (88ª cerimônia) | As 18 Fugitivas         | The Wanted 18       | المطلوبون 18 (Uyun al-Haramiya)                   | Árabe   | Paul Cowan, Amer Shomali   | Não indicado |
| 2016 (89ª cerimônia) | O Ídolo                 | The Idol            | يا طير الطاير (Ya Tayr Al-Tayer)                  | Árabe   | Hany Abu-Assad             | Não indicado |
| 2017 (90ª cerimônia) | Wajib                   | Wajib               | واجب (Wajib)                                      | Árabe   | Annemarie Jacir            | Não indicado |
| 2018 (91ª cerimônia) | Ghost Hunting           | Ghost Hunting       | إصطياد اشباح (Isytiyad Ashbah)                    | Árabe   | Raed Andoni                | Não indicado |
| 2019 (92ª cerimônia) | O Paraíso Deve Ser Aqui | It Must Be Heaven   | إن شئت كما في السماء (In shi'ta kama fi al-sama') | Árabe   | Elia Suleiman              | Não indicado |
| 2020 (93ª cerimônia) | Gaza mon amour          | Gaza mon amour      | غزة حبيبتي (Ghazza Habibti)                       | Árabe   | Arab Nasser, Tarzan Nasser | Não indicado |
| 2021 (94ª cerimônia) | O Estrangeiro           | The Stranger        | الغريب (Al-Gharib)                                | Árabe   | Ameer Fakher Eldin         | Não indicado |
| 2022 (95ª cerimônia) | Febre do Mediterrâneo   | Mediterranean Fever | مى البحر المتوسط (Mā’ al-Baḥr al-Mutawassiṭ)      | Árabe   | Maha Haj                   | Não indicado |
| 2023 (96ª cerimônia) | Bye Bye Tiberias        | Bye Bye Tiberias    | مى البحر المتوسط (Bye Bye Tiberia)                | Árabe   | Lina Soualem               | Não indicado |
| 2024 (97ª cerimônia) | From Ground Zero        | From Ground Zero    | قصص غير محكية من غزة من المسافة صفر               | Árabe   | Diversos                   | Não indicado |